# Peter Fernandes
Peter Fernandes   (Karachi, 15 de setembre de 1916 - Karachi, 24 de gener de 1981) va ser un jugador d'hoquei sobre herba indi que va competir durant la dècada de 1930.
El 1936 va prendre part en els Jocs Olímpics de Berlín, on va guanyar la medalla d'or com a membre de l'equip indi en la competició d'hoquei sobre herba.